# 林田健太郎
林田 健太郎（はやしだ けんたろう、1975年10月24日 - ）は、日本の循環器内科医。 慶應義塾大学医学部循環器内科特命教授。学位は博士（医学）。専門領域は冠動脈疾患（狭心症・心筋梗塞）、心臓弁膜症（大動脈弁・僧帽弁疾患・三尖弁）のカテーテル治療。

## 経歴
1994年開成高校卒業、2000年慶應義塾大学医学部卒業、2004年慶應義塾大学医学部大学院医学研究科 博士課程修了。
2004年慶應義塾大学医学部循環器内科助手、2004年足利赤十字病院循環器内科医員、2007年慶應義塾大学医学部循環器内科助教／心臓カテーテル室副主任、2009年杏林大学医学部第二内科 助教／心臓カテーテル室副主任。
2009年Institut Cardiovasculaire Paris Sud, France留学。
2012年慶應義塾大学医学部循環器内科特任助教／心臓カテーテル室共同主任、2013年慶應義塾大学医学部循環器内科特任講師、2014年慶應義塾大学医学部循環器内科専任講師（学部内）、2019年慶應義塾大学医学部循環器内科特任准教授、2024年慶應義塾大学医学部循環器内科准教授、2025年慶應義塾大学医学部循環器内科特命教授。
医師になって間もなくのころ、亡くなるところを見ているしかなかった患者さんがいる状況を変えるべく、2009年TAVI(経カテーテル的大動脈弁置換術)発祥の地であるフランスに渡った。同時期にフランス留学していた山本真功(現豊橋ハートセンター）、渡邊雄介　(現帝京大学医学部附属病院）らと共に、独自のデータベースを作成した。2012年、フランスでつかんだ確かな手応えを胸に、TAVIの手技を日本国内に広めるために帰国した。この時点では、TAVIは日本では未承認だったが、導入に向けての動きは徐々に進みつつあった。 2012年にアジア人初のTAVI指導医となり全国各地で指導に携わるなど、TAVIの発展に力を注いできた。2015年にはMitraClip (経カテーテル僧帽弁形成術)、2022年にはTriClip（経カテーテル三尖弁形成術）、2023年にはEVOQUE（経カテーテル三尖弁留置術）の治験を行なっている。2013年には全国多施設共同研究組織であるOCEAN-SHD研究会、また2016年には国際学会であるPCR Tokyo valvesを立ち上げ、日本から世界へデータ発信を行なっている。

## 活動
PCR Tokyo valves, Founder and Course Director
AP valves Course Director
Complex Cardiovascular Therapeutics SHD course, Course Director
日本心血管インターベンション治療学会総会(CVIT) 　理事
経カテーテル的心臓弁治療関連学会 (THT) 協議会　理事
日本経カテーテル心臓弁治療学会 (JTVT)　理事
日本循環器学会弁膜症治療ガイドライン　班員
日本循環器学会TEER使用要件等基準策定審査機構　委員
日本心臓弁膜症学会　世話人
社団法人OCEAN-SHD研究会　代表理事
社団法人SUNRISE研究会　監事
特定非営利活動法人　ストラクチャークラブジャパン　理事
特定非営利活動法人　リアルワールドデータを構築し明日の医療を支援する会　理事

## 資格
日本循環器学会認定循環器専門医
日本心血管インターベンション治療学会専門医
ヨーロッパ心臓病学会特別正会員（FESC）
アメリカ心臓病学会特別正会員 (FACC)
日本循環器学会特別正会員 (FJCS)
経カテーテル大動脈弁留置術プロクター（Edwards Lifesciences, Medtronic, Abbott）
経カテーテル僧帽弁接合不全修復術 (MitraClip)プロクター (Abbott)
経カテーテル僧帽弁接合不全修復術 (PASCAL)プロクター (Edwards Lifesciences)
日本経カテーテル心臓弁治療学会（JTVT）認定TAVI指導医（Sapien, Evolut, Navitor）